# Chondrina oligodonta
Chondrina oligodonta е вид коремоного от семейство Chondrinidae. Видът е световно застрашен, със статут Уязвим.

## Разпространение
Разпространен е в Италия.